# Афкурак, Хасан Дахир
Хасан Дахир Афкурак  (араб. حسن ظاهر محمود ‎;
? – 21 января 2013, Найроби, Кения) – сомалийский государственный и политический деятель, вице-президент Пунтленда с 8 января 2005 по 8 января 2009 года.
Родился в Эригабо. До падения прежнего сомалийского режим в Сомали служил старшим офицером ВМС Сомали. После основания Пунтленда в 1998 году стал членом парламента Пунтленда и занимал пост второго вице-спикера парламента. Был членом Палаты представителей Пунтленда в течение 6 лет.
С 8 января 2005 по 8 января 2009 года работал вице-президентом при президенте Мохамеде Мурсе Херси. В январе 2009 года в Пунтленде прошли выборы президента и вице-президента. Президент Херси и вице-президент Афкурак стали первыми главами государства Пунтленд, срок полномочий которых истек и не был продлён . 
Умер в больнице Найроби от рака поджелудочной железы.